# Fabrício Isidoro
Fabrício Isidoro Fonseca de Jesus (sinh ngày 28 tháng 1 năm 1992) là một cầu thủ bóng đá người Brasil thi đấu ở vị trí tiền vệ cho Louletano.

## Sự nghiệp câu lạc bộ
Anh ra mắt chuyên nghiệp tại Campeonato Mineiro cho Tupi vào ngày 1 tháng 2 năm 2014 trong trận đấu trước Minas Boca.